# Capela dos ossos de Campo Maior
A Capela de Ossos de Campo Maior, ou Capela das Almas, localiza-se na freguesia de Nossa Senhora da Expectação, na vila e no Município de Campo Maior, distrito de Portalegre, no Alentejo, em Portugal. Localiza-se no Largo Doutor Regala n.º 6, adossada à Igreja Matriz de Campo Maior. 
É a segunda maior capela de ossos do País, a seguir à de Évora, a Capela dos Ossos na Igreja de São Francisco.

## História
Foi construída em 1766 após a explosão num paiol que provocou a morte de mais de dois terços da população em 1732.
O interior do edifício foi construído recorrendo às ossadas das vítimas desta tragédia. O pavimento é do século XX.